# Eurazja Srzednicka
Eurazja Srzednicka (ur. 23 października 1976 w Puńsku) – polska wokalistka i kompozytorka, córka malarza Jerzego Srzednickiego.

## Działalność artystyczna
W 1997 r. została wyróżniona na Ogólnopolskich Spotkaniach Zamkowych „Śpiewajmy poezje” w Olsztynie.
W 2002 r. wygrała Szansę na sukces w odcinku z piosenkami Łucji Prus.
W latach 1999–2007 współpracowała jako wokalistka, kompozytorka i aktorka z „Wielkim Teatrzykiem Świata” Adama Walnego.
W latach 2011–2014 współpracowała z Jarosławem Pijarowskim i jego Teatrem Tworzenia. Brała udział między innymi w słuchowisku radiowym „Gate 2012/2013” oraz w historycznym widowisku muzycznym Czasoprzestrzeń – Live Forever w ramach którego występowała z Józefem Skrzekiem, Sławomirem Ciesielskim, Władysławem Komendarkiem, Jorgosem Skoliasem, Sławomirem Łobaczewskim.
W 2014 r. uczestniczyła w nagraniu płyty „Kolory” w projekcie muzycznym „Ritual Duo” tworzonym przez Bogusława Raatza i Waldemara Knade
W 2014 r. została jurorką Ogólnopolskiego Festiwalu poświęconego Grzegorzowi Ciechowskiemu In Memoriam w Tczewie.

## Dyskografia
- Terrarium – Live in Bydgoszcz (2013) płyta autorstwa Józefa Skrzeka i Jarosława Pijarowskiego[8]
- The dream Off Penderecki (2013) płyta Teatru Tworzenia[9]
- Kolory (2014)
- OFF – Życie bez dotacji płyta Jarosława Pijarowskiego

## Słuchowiska
- Gate 2012/2013 z Teatrem Tworzenia[10]

## Widowiska sceniczne[11]
- Fukushima – LovTuDed z Teatrem Tworzenia – 2013
- Martwa Natura z Teatrem Tworzenia – 2013
- Czasoprzestrzeń z Teatrem Tworzenia – 2014[12]